# Mouravi
Mouravi (en georgiano: მოურავი) fue un oficial administrativo y militar en la Georgia medieval y moderna, traducido como senescal, bailío o condestable. Un mouravi era un funcionario real designado que tenía jurisdicción sobre una ciudad o distrito en particular. En las ciudades, el mouravi era asistido por un oficial llamado natsvali. El mouravi más conocido en la historia de Georgia fue Giorgi Saakadze, llamado «el Gran Mouravi».